# Paesaggio nella nebbia
Paesaggio nella nebbia (Τοπίο στην ομίχλη) è un film del 1988 diretto da Theo Angelopoulos.
Fu presentato nella selezione ufficiale dei film in concorso alla 45ª Mostra internazionale d'arte cinematografica di Venezia, dove conquista uno speciale Leone d'argento.

## Trama
La preadolescente Voula e suo fratello di cinque anni Alexandros vogliono incontrare il loro papà, che non hanno mai conosciuto prima. La loro madre gli dice che egli vive in Germania e così i ragazzi fuggono di casa per andarlo a trovare. Si recano alla stazione ferroviaria di Atene e cercano di usare il Germany Express, ma vengono cacciati dal treno perché sprovvisti di biglietto. Un agente di polizia li porta dal loro zio, il fratello della madre, che dice all'ufficiale che i bambini non hanno un padre in Germania e lo informa che la madre gli ha mentito per impedire loro di conoscere la verità: i due hanno padri diversi e sono semplicemente il risultato di scappatelle della madre. Voula e Alexandros ascoltano la conversazione ma sono convinti che lo zio stia mentendo. Quando una bufera di neve colpisce improvvisamente la città e non viene più prestata loro attenzione, i bambini riescono a fuggire.
Continuano il loro viaggio a piedi e alla fine incontrano un giovane di nome Orestis che si offre di portarli con sé a bordo del suo autobus. Orestis è l'autista di una compagnia teatrale itinerante che interpreta un pezzo sulla storia greca. Di recente la troupe ha lottato contro il calo del numero di spettatori, a causa della ricerca da parte loro di più semplici distrazioni.
Mentre il percorso di Orestis si divide dal loro, i bambini cercano diversi mezzi di trasporto per la Germania. Trovano un camionista disposto a portarli con sé, il quale però, mentre Alexandros dorme, violenta Voula e fugge via, scioccato dalle sue stesse azioni. Alexandros e Voula raggiungono presto un'altra stazione ferroviaria, dove cercano di nuovo di viaggiare in treno. Quando intravedono il controllore, riescono a scappare per il rotto della cuffia. Si imbattono di nuovo in Orestis, che li porta con sé a bordo della sua moto. Nel frattempo, la compagnia teatrale di Orestis si scioglie e il ragazzo porta Voula e Alexandros in un bar vuoto sulla spiaggia e camminano con lui sul lungomare. Improvvisamente, i bambini assistono all'emergere dal mare di un'enorme mano di marmo con l'indice rotto tenuta da un elicottero.
A causa del suo imminente servizio militare, Orestis è costretto a vendere la sua motocicletta, intrattenendo un rapporto sessuale con l'uomo che accetta di comprargliela. Voula è delusa da Orestis, avendo lei stessa sviluppato una cotta per lui e i bambini se ne vanno di nuovo. Orestis li cerca e li trova in una sezione di autostrada deserta, abbraccia Voula e inizia a consolare la ragazza che piange, prima di separarsi per sempre. In un'altra stazione ferroviaria, un soldato, su richiesta di Voula, le dà i soldi per comprare i biglietti e così i bambini salgono di nuovo su un treno per la Germania. Scendono tuttavia poco prima del controllo dei passaporti alla frontiera; una volta fuori, si rendono conto che il confine è formato da un fiume e usano una piccola barca per attraversarlo finché improvvisamente le guardie di frontiera non sparano dei colpi. I due si risvegliano immersi in un banco di nebbia; mentre questa si dirada si delinea anche la figura d'un albero in lontananza, Voula e Alexandros gli corrono incontro e lo abbracciano.

## Riconoscimenti
- 1988 - Mostra internazionale d'arte cinematografica
  - Leone d'argento
- 1989 - European Film Awards
  - Miglior film
  - Candidatura per il miglior regista a Theo Angelopoulos
  - Candidatura per la miglior sceneggiatura a Thanassis Valtinos, Theo Angelopoulos e Tonino Guerra
  - Candidatura per la miglior fotografia a Yorgos Arvanitis